# نزلة سرقنا
قرية نزلة سرقنا هي إحدى القرى التابعة لمركز ديروط في محافظة أسيوط في جمهورية مصر العربية. حسب إحصاءات سنة 2006، بلغ إجمالي السكان في نزلة سرقنا 6383 نسمة، منهم 3280 رجل و3103 امرأة.